# St. Martin bei Lofer
St. Martin bei Lofer est une commune autrichienne du district de Zell am See dans l'État de Salzbourg.